# Ковельський спис
Ко́вельський спис (також Соши́чненський спис) — залізний наконечник списа, датований початком ІІІ століття нашої ери. Його було знайдено у 1858 році біля села Сошичне (за 30 км від Ковеля) на Волині. Наконечник інкрустований сріблом і містить напис рунами, що робить його однією з найдавніших пам'яток рунічної писемності. Оригінал артефакту вважається втраченим під час Другої світової війни.

## Опис
Залізний наконечник списа має листоподібну форму. Його довжина становить 15,5 см, а максимальна ширина — 3,0 см. Обидві сторони наконечника інкрустовані сріблом у вигляді символів та рунічного напису. Написи нанесені технікою срібної інкрустації.
На одній зі сторін (сторона А) міститься напис із восьми старшорунічних знаків, який читається справа наліво: ᛏᛁᛚᚨᚱᛁᛞᛊ (TILAЯIDS). Напис інтерпретують як «вершник» або «скакун», «той, що прямує до цілі» або «туди-вершник», що може описувати траєкторію польоту списа. Деякі дослідники вважають, що «Тілардіс» — це не ім'я воїна, а власна назва списа, що було поширеною практикою у давньогерманських племен.
Окрім напису, на списі зображено різноманітні символи:
- На стороні А: гуртки з крапкою посередині[1], півмісяць[1][3] та звивиста фігура, яку дослідник В. Краузе вважав символом блискавки[1].
- На стороні В: свастика з подвійними вигнутими кінцями[1], знак у вигляді колоса[1], два концентричні кільця з крапками в центрі[1], свастика звичайного типу[1] та звивиста фігура[1].

Ці солярні та магічні символи, ймовірно, наносили з сакральною метою: для освячення зброї, захисту власника та заклику до богів про допомогу. Наконечник ідентифікують як готський через закінчення «-s» у написі, яке характерне для готської мови, на відміну від скандинавського «-z».

## Історія

### Відкриття та дослідження
Наконечник був випадково знайдений у 1858 році місцевим мешканцем Яном Шишковським під час орання поля в урочищі Великий Гронд біля села Сошичне. Він передав знахідку своєму родичу, колекціонеру старожитностей Александру Шумовському. Шумовський, своєю чергою, надіслав фотографію артефакта данському рунологу Людвігу Віммеру.
У 1875 році Віммер частково розшифрував напис. Він відзначив схожість ковельського списа з аналогічною знахідкою з Дамсдорф-Мюнхеберг (Бранденбург, Німеччина). З оригіналу були зроблені копії: гіпсова в Берліні (1880) та зліпок у Варшаві (1884).

### Зв'язок з «Аненербе» та зникнення
Напередодні Другої світової війни спис привернув увагу Аненербе — німецького товариства з вивчення давньогерманської історії, заснованого Генріхом Гіммлером у 1935 році. Нацистські ідеологи вважали готів своїми пращурами, а спис — унікальною реліквією, що могла належати легендарному вождю Тілардісу.
У 1939 році, коли спис перебував у Варшаві, він був вилучений німецькими фахівцями. За деякими даними, операцією керував унтерштурмфюрер СС Пітер Полсен. Артефакт доставили до Берліна, де його дослідили, сфотографували та підтвердили автентичність. Після завершення війни наконечник вивезли до Верхньої Франконії, де він зник і відтоді вважається втраченим.

## Археологічний контекст

### Готське походження
Артефакт датується початком III століття н. е., що збігається з часом перебування готів на території сучасної України, що відображено у пам'ятках черняхівської та вельбарської культур. На думку історика Т. Карстена, готське рунічне письмо, створене біля Чорного моря, згодом було перенесено на північ, до Скандинавії.

### Пшеворська культура
Дослідниця Е. А. Мельникова зазначала, що спис міг належати представникам Пшеворської культури. Ареал поширення наконечників цього типу значною мірою збігається з територією цієї культури. Пшеворська культура, що існувала на території Західної України, являла собою союз праслов'янських та кельтських племен. Цей факт ставить під сумнів теорію про «чистоту» готського походження артефакту, на якій наполягали ідеологи Третього Рейху.

## Туризм
Ковельський спис є важливою частиною історичної спадщини Волині та міста Ковель, історія якого сягає глибокої давнини. Близько 1800 років тому через ці землі проходили шляхи східногерманських племен готів, які залишили по собі унікальні артефакти. Наконечник, знайдений за кілька кілометрів від міста, є цінним джерелом для дослідження рунічної писемності та військової культури давніх європейських народів. Хоча оригінал втрачено, його копії зберігаються в музеях Берліна та Варшави, нагадуючи про багату історію українських земель.